# Roberto Carballés Baena
Roberto Carballés Baena (23 maart 1993) is een Spaanse tennisspeler. Hij heeft één ATP-toernooi in het enkel- en één in het dubbelspel gewonnen. Hij heeft vier challengers in het enkelspel op zijn naam staan.

## Palmares
| Legenda                       | Legenda               |
| ----------------------------- | --------------------- |
| Grand Slam                    |                       |
| Olympische Spelen             |                       |
| tot 2009                      | vanaf 2009            |
| Tennis Masters Cup            | ATP Finals            |
| ATP Masters Series            | ATP Tour Masters 1000 |
| ATP International Series Gold | ATP Tour 500          |
| ATP International Series      | ATP Tour 250          |

### Enkelspel
| Nr.                          | Datum             | Toernooi      | Ondergrond | Tegenstander in finale | Score            | Details |
| ---------------------------- | ----------------- | ------------- | ---------- | ---------------------- | ---------------- | ------- |
| Gewonnen finales             |                   |               |            |                        |                  |         |
| 1.                           | 11 februari 2018  | ATP Quito     | Gravel     | Albert Ramos Viñolas   | 6-3, 4-6, 6-4    | Details |
| 2.                           | 9 april 2023      | ATP Marrakesh | Gravel     | Alexandre Müller       | 4–6, 7–6(3), 6–2 | Details |
| Gewonnen finales challengers |                   |               |            |                        |                  |         |
| 1.                           | 19 september 2015 | Kenitra       | Gravel     | Oriol Roca Batalla     | 6-1, 5-1, opgave |         |
| 2.                           | 10 oktober 2015   | Mohammedia    | Gravel     | Kamil Majchrzak        | 7-6(4), 6-2      |         |
| 3.                           | 30 juli 2017      | Cortina       | Gravel     | Gerald Melzer          | 6-1, 6-0         |         |
| 4.                           | 27 augustus 2017  | Manerbio      | Gravel     | Guillermo García López | 6-4, 2-6, 6-2    |         |

### Dubbelspel
| Nr.                          | Datum            | Toernooi     | Ondergrond | Partner                     | Tegenstander in finale       | Score       | Details |
| ---------------------------- | ---------------- | ------------ | ---------- | --------------------------- | ---------------------------- | ----------- | ------- |
| Gewonnen finales herendubbel |                  |              |            |                             |                              |             |         |
| 1.                           | 29 februari 2020 | ATP Santiago | Gravel     | Alejandro Davidovich Fokina | Marcelo Arévalo Jonny O'Mara | 7-6(3), 6-1 | Details |

## Resultaten grote toernooien
| Legenda | Legenda                          |
| ------- | -------------------------------- |
| g.t.    | geen toernooi gehouden           |
| l.c.    | lagere categorie                 |
| –       | niet deelgenomen                 |
| G       | uitgeschakeld in de groepsfase   |
| 1R      | uitgeschakeld in de eerste ronde |
| 2R      | uitgeschakeld in de tweede ronde |
| 3R      | uitgeschakeld in de derde ronde  |
| 4R      | uitgeschakeld in de vierde ronde |
| KF      | uitgeschakeld in de kwartfinale  |
| HF      | uitgeschakeld in de halve finale |
| F       | de finale verloren               |
| W       | het toernooi gewonnen            |
| w-v     | winst/verlies-balans             |

### Enkelspel
| toernooi             | 2016 | 2017 | 2018 | 2019 | 2020 | 2021 | 2022 | 2023 |
| -------------------- | ---- | ---- | ---- | ---- | ---- | ---- | ---- | ---- |
| grandslamtoernooien  |      |      |      |      |      |      |      |      |
| Australian Open      | –    | –    | –    | 1R   | 1R   | 2R   | 1R   | 1R   |
| Roland Garros        | 1R   | –    | 1R   | 2R   | 3R   | 1R   | 2R   |      |
| Wimbledon            | –    | –    | 1R   | 1R   | g.t. | 1R   | 1R   |      |
| US Open              | –    | –    | 2R   | 1R   | 2R   | 2R   | 2R   |      |
| ATP Masters 1000     |      |      |      |      |      |      |      |      |
| Indian Wells         | –    | –    | –    | 2R   | g.t. | 2R   | 1R   | 1R   |
| Miami                | 1R   | –    | –    | 2R   | g.t. | –    | 1R   | 2R   |
| Monte Carlo          | –    | –    | –    | –    | g.t. | –    | –    | –    |
| Madrid               | 1R   | –    | –    | –    | g.t. | –    | –    | 2R   |
| Rome                 | –    | –    | –    | –    | –    | 1R   | –    |      |
| Montreal/Toronto     | –    | –    | –    | –    | g.t. | –    | –    |      |
| Cincinnati           | –    | –    | –    | –    | –    | –    | –    |      |
| Shanghai             | –    | –    | –    | –    | g.t. | g.t. | g.t. |      |
| Parijs               | –    | –    | –    | –    | –    | –    |      |      |
| olympisch            |      |      |      |      |      |      |      |      |
| Olympische Spelen    | –    | g.t. | g.t. | g.t. | g.t. | 1R   | g.t. | g.t. |
| statistieken         |      |      |      |      |      |      |      |      |
| totaal aantal titels | 0    | 0    | 1    | 0    | 0    | 0    | 0    | 1    |
| eindejaarsranking    | 145  | 106  | 73   | 80   | 97   | 79   | 74   |      |

### Dubbelspel
| grandslamtoernooien  |      |      |      |     |      |      |
| Australian Open      | –    | –    | –    | –   | 2R   | –    |
| Roland Garros        | 2R   | 1R   | –    | –   | –    |      |
| Wimbledon            | 1R   | 1R   | g.t. | –   | –    |      |
| US Open              | –    | 2R   | –    | –   | –    |      |
| ATP Masters 1000     |      |      |      |     |      |      |
| (nog) geen deelnames |      |      |      |     |      |      |
| olympisch            |      |      |      |     |      |      |
| Olympische Spelen    | g.t. | g.t. | g.t. | 1R  | g.t. | g.t. |
| statistieken         |      |      |      |     |      |      |
| totaal aantal titels | 0    | 0    | 1    | 0   | 0    | 0    |
| eindejaarsranking    | 276  | 150  | 149  | 194 | 238  |      |